# Саркирама (Сариагаський район)
Саркира́ма (каз. Сарқырама) — село у складі Сариагаського району Туркестанської області Казахстану. Входить до складу Жібекжолинського сільського округу.
У радянські часи село називалося Красний Водоспад.
Населення — 962 особи (2021; 874 у 2009, 563 у 1999, 703 у 1989).